# Israel Military Industries
A IMI Systems, criada originalmente em 1933 como Israel Military Industries, também referida como Ta'as (em hebraico:  תע"ש מערכות ,התעשייה הצבאית), é uma fabricante de armas de Israel. Fabricando armas, munições e tecnologia militar principalmente para forças de Segurança Israelenses. (Especialmente o exército de Israel, as Forças de Defesa de Israel ou IDF) e para outros clientes ao redor do mundo.